# Žirov

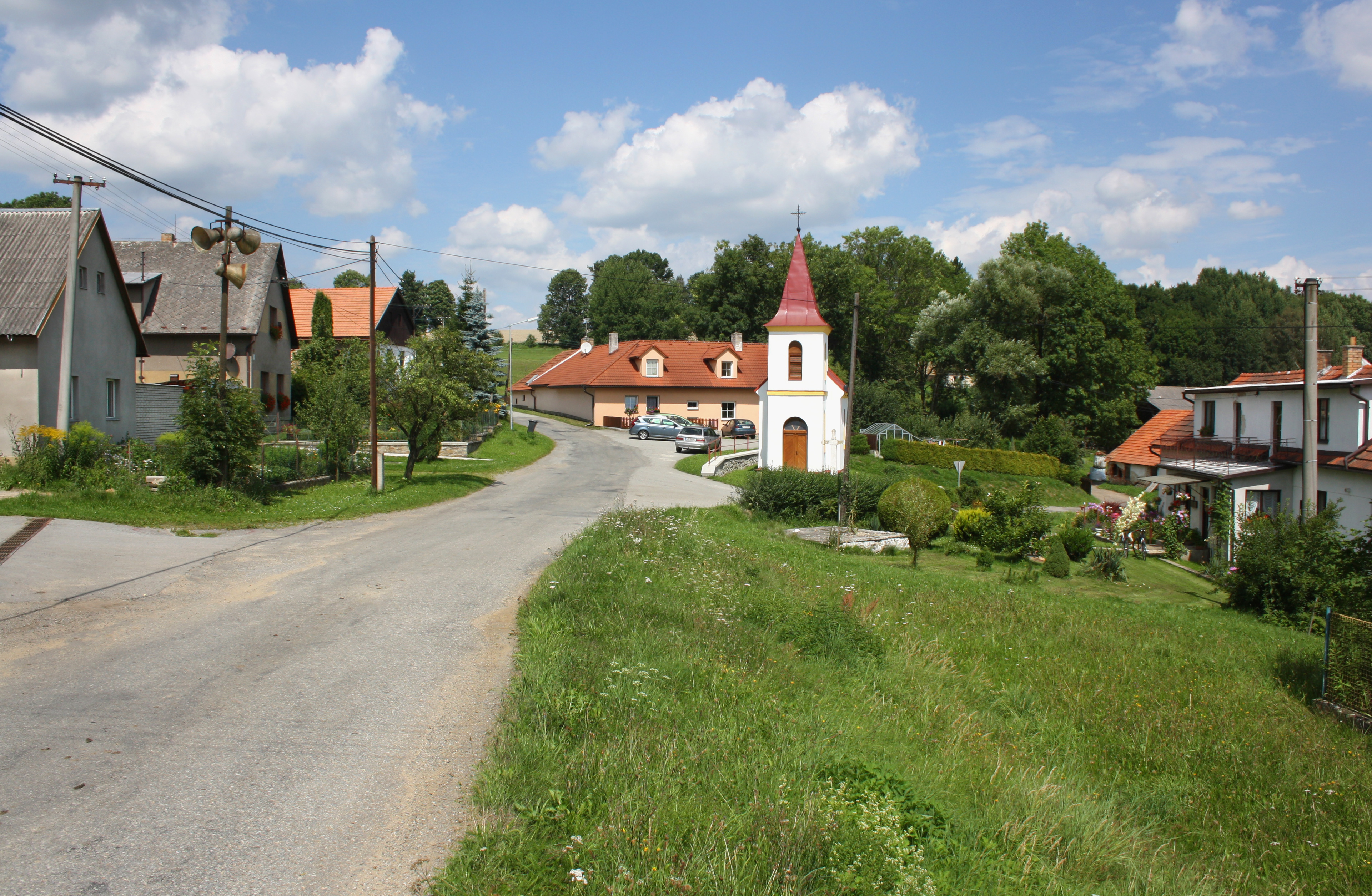
Žirov

Žirov (deutsch Schirow) ist eine Gemeinde in Tschechien. Sie liegt acht Kilometer nordöstlich von Pelhřimov und gehört zum Okres Pelhřimov.

## Geographie
Žirov befindet sich auf dem Höhenzug zwischen den Tälern des Kopaninský potok und des Kladinský potok in der Böhmisch-Mährischen Höhe. Nördlich des Ortes erhebt sich der Černý vrch (614 m). Im Südosten liegen mit dem Horní und Dolní Kladiny zwei größere Stauweiher von 28 bzw. 32 Hektar Fläche. In der Umgebung des Dorfes befinden sich zahlreiche Einödhöfe.
Nachbarorte sind Velký Rybník und Mladé Bříště im Norden, Mysletín im Nordosten, Pazderny und Zachotín im Osten, Částonín im Südosten, Kocourovy Lhotky im Süden, Rybníček und Útěchovičky im Westen sowie Dehtáře und Onšovice im Nordwesten.

## Geschichte
Die erste urkundliche Erwähnung des Žirův dvůr stammt aus dem Jahre 1379. Velký Rybník gehörte zu dieser Zeit zur bischöflichen Herrschaft Řečice. Nach deren Teilung erhielten die Herren Leskovský von Leskovec Žirov. Nach dem Tode von Kryštof Leskovský erwarb 1597 Heřman der Ältere Říčanský von Říčany dessen Besitz. Nach der Schlacht am Weißen Berg wurden die Güter von Jan Říčanský konfisziert und das Erzbistum Prag holte sich Žirov zurück.
Bis zur Ablösung der Patrimonialherrschaften verblieb Žirov bei der Herrschaft Červená Řečice und wurde 1850 zur selbständigen Gemeinde. Zwischen 1869 und 1902 war Žirov ein Ortsteil der Gemeinde Zachotín und bildete danach wieder eine eigene Gemeinde. 1974 erfolgte die Eingemeindung nach Strměchy und mit dieser Gemeinde zusammen am 1. Januar 1980 in die Stadt Pelhřimov. Seit 1990 ist Žirov wieder selbständig.

## Gemeindegliederung
Für die Gemeinde Žirov sind keine Ortsteile ausgewiesen.

## Sehenswürdigkeiten
- Kleine Kapelle am Dorfplatz